# Stine Jørgensen
Stine Østergaard Jørgensen (Dronninglund, 3 september 1990) is een Deens handbalspeelster, die uitkomt voor het Deens nationale handbalteam. 
Jørgensen begon op vijfjarige leeftijd met handbal bij de lokale club Dronninglund IF. Op zestienjarige leeftijd ging ze naar Aalborg DH als verdedigster.
Met het Deense nationale team won ze in 2008 een bronzen medaille bij het Wereldkampioenschap U18. In 2011 werd ze vierde op het Wereldkampioenschap, waar ze negen keer scoorde voor het Deense nationale team. Twee jaar later werd ze derde op het Wereldkampioenschap.

## Privé
Stine Jørgensen heeft een relatie met badmintonspeler Jan Ø. Jørgensen.
1.  Katharina Filter ·
3. Louise Føns ·
4.  Kim Molenaar ·
5. Clara Skøtt ·
7. Emilie Ytting Pedersen ·
8.  Karoline Lund ·
10.  Pernille Brandenborg ·
14. Anne Christine Bossen ·
15. Emma Navne ·
16. Siri Yde ·
18. Maria Lykkegaard  ·
21.  Sofia Hvenfelt ·
22. Stine Jørgensen ·
23.  Silje Brøns Petersen ·
24. Fie Woller ·
28. Clara Skyum Thomsen ·
34. Andrea Hansen ·
Coach:  Rasmus Overby
5. Antje Lauenroth ·
10.  Inger Smits ·
11.  Lieke van der Linden ·
12.  Melinda Szikora ·
13. Luisa Schulze ·
14.  Karolina Kudłacz-Gloc ·
15. Kim Naidzinavicius ·
20. Nele Reimer ·
21.  Kelly Dulfer ·
22. Xenia Smits ·
24.  Danick Snelder  ·
25.  Trine Østergaard ·
27. Julia Maidhof ·
28.  Stine Jørgensen ·
30. Jenny Behrend ·
67.  Veronika Malá ·
94. Gabriela Moreschi ·
Coach: Markus Gaugisch

Resultaten: winnaar Bundesliga - winnaar EHF European League
1:  Emily Stang Sando ·
3: Amelie Berger ·
5: Antje Lauenroth ·
10: Anna Loerper ·
13: Luisa Schulze ·
14:  Karolina Kudlacz-Gloc ·
15: Kim Naidzinavicius ·
19: Leonie Patorra ·
20: Nele Reimer ·
22: Xenia Smits ·
23:  Valentyna Salamakha · 24:  Danick Snelder (vanaf 2020/11) · 25:  Trine Østergaard Jensen · 27: Julia Maidhof · 28:  Stine Jørgensen · 34: Kim Braun · Coach: Markus Gaugisch

Resultaten: 2e plaats Bundesliga – Winnaar DHB-Pokal – 1/8 finale EHF Champions League
3. Suzanne Bækhøj ·
4.  Nathalie Hagman ·
6. Freja Cohrt ·
7. Susanne Madsen ·
8.  Ingvild Bakkerud ·
10.  Jessica Quintino ·
14. Mette Tranborg ·
16. Althea Reinhardt ·
17.  Nycke Groot ·
18. Kamilla Larsen  ·
19. Sara Hald ·
21. Anne Mette Pedersen ·
25. Trine Østergaard ·
27. Nadia Offendal ·
28. Stine Jørgensen ·
32. Mie Højlund ·
33.  Tess Wester ·
36. Kathrine Heindahl ·
Coach: Karen Brødsgaard

Resultaten: 2e plaats Damehåndboldligaen – finale Santander Cup – Final four (afgelast) EHF Cup
3. Suzanne Bækhøj ·
6. Freja Cohrt ·
7. Susanne Madsen ·
8.  Ingvild Bakkerud ·
9.  Maja Jakobsen ·
10.  Jessica Quintino ·
13. Mathilde Schæfer ·
14. Mette Tranborg ·
16. Althea Reinhardt ·
18. Kamilla Kristensen  ·
19. Sara Trier Hald ·
25. Trine Østergaard ·
27. Nadia Offendal ·
28. Stine Jørgensen ·
32. Mie Enggrob Højlund ·
33.  Tess Wester ·
36. Kathrine Heindahl ·
Coach: Jan Pytlick

Resultaten: 3e plaats Damehåndboldligaen – finale Santander Cup – kwartfinale EHF Champions League
1.  Emily Stang Sando ·
3. Suzanne Bækhøj ·
6. Freja Cohrt ·
7. Susanne Madsen ·
8. Stine Svangård ·
9.  Maja Jakobsen ·
10.  Jessica Quintino ·
13. Mathilde Schæfer ·
14. Mette Tranborg ·
16. Althea Reinhardt ·
17. Susan Thorsgaard ·
18. Kamilla Kristensen ·
19.  Pearl van der Wissel ·
25. Trine Østergaard ·
27. Nadia Offendal ·
28. Stine Jørgensen ·
32. Mie Enggrob Højlund ·
36. Kathrine Heindahl ·
Coach: Jan Pytlick

Resultaten: 2e plaats Damehåndboldligaen – 1/8 finale Santander Cup
1.  Martina Thörn ·
4. Louise Hansgaard Ellebæk ·
6. Stine Jørgensen ·
7.  Linn Blohm ·
8. Simone Petersen ·
9.  Sabina Jacobsen  ·
10.  Veronica Kristiansen ·
14. Emma Friis ·
16.  Sabine Englert ·
18.  Elin Lindén ·
20. Sabine Pedersen ·
24. Mie Augustesen ·
25. Trine Østergaard Jensen ·
26.  Rut Arnfjörð Jónsdóttir ·
27. Louise Burgaard ·
Coach: Kristian Kristensen

Resultaten: 3e plaats Damehåndboldligaen – finale Santander Cup – 1/4 finale EHF Champions League
1. Stephanie Andersen ·
2. Pauline Bøgelund ·
4. Line Skak Lindegaard ·
6. Stine Jørgensen ·
8. Simone Cathrine Petersen ·
9.  Sabina Jacobsen ·
10.  Veronica Kristiansen ·
14. Kristina Sommer ·
15. Jane Mejlvang ·
16.  Sabine Englert ·
17. Susan Thorsgaard ·
20. Sabine Pedersen ·
21. Fie Woller ·
22.  Johanna Ahlm ·
24. Mie Augustesen ·
25. Trine Østergaard Jensen ·
27. Louise Burgaard ·
79.  Ana Vojčić ·
Coach: Helle Thomsen

Resultaten: finale (2e plaats) Damehåndboldligaen – winnaar Nordea Cup – hoofdronde EHF Champions League
1. Stephanie Andersen ·
2. Pauline Bøgelund ·
3.  Sabina Jacobsen ·
6. Stine Jørgensen ·
10. Mette Bejder ·
11.  Ida Alstad ·
14. Kristina Sommer ·
15. Simone Rasmussen ·
16.  Sabine Englert ·
17. Susan Thorsgaard ·
19. Line Jörgensen ·
20. Sabine Pedersen ·
21. Fie Woller ·
24. Mie Augustesen ·
25. Trine Østergaard Jensen ·
27.  Nycke Groot ·
46. Jane Sönderbaek Mejlvang ·
47. Line Skak Lindegaard ·
Coach: Helle Thomsen

Resultaten: kampioen Damehåndboldligaen – winnaar Nordea Cup – 2e kwalificatieronde EHF Champions League – winnaar EHF Beker voor bekerwinnaars
1. Anne Theilgaard Hansen ·
5. Louise Svalastog Spellerberg ·
6. Stine Jørgensen ·
12. Louise Egestorp ·
15. Simone Rasmussen ·
16.  Sabine Englert ·
17. Susan Thorsgaard ·
19. Line Jörgensen ·
21. Fie Woller ·
22. Trine Stenbaek Troelsen ·
25. Trine Østergaard Jensen ·
27.  Nycke Groot ·
89. Lærke Møller ·
Coach: Helle Thomsen

Resultaten: 2e plaats Damehåndboldligaen – finale Nordea Cup – 1/2 finale (4e plaats) EHF Champions League